# Шапшал, Илья Фёдорович
Илья́ Фёдорович Шапша́л (26 января [7 февраля] 1878, Санкт-Петербург — 12 мая 1949, София) — русский и болгарский учёный-медик, профессор, один из создателей анатомической терминологии на болгарском языке.

## Биография

### Ранние годы
Родился 26 января (7 февраля) 1878 года в Санкт-Петербурге. Отец — Юфуда Моисеевич Шапшал, крупный караимский купец, основатель табачной фабрики «Братья Шапшал». В 1888 году поступил в 6-ю Санкт-Петербургскую гимназию, которую окончил в 1897 году. Во время учёбы в гимназии, когда в 1891 году в России вспыхнула эпидемия холеры, вместе с братом Ефимом добровольцем отправился ухаживать за больными, находившимися на излечении во врачебных амбулаториях профессора П. Ф. Лесгафта.
В 1897 году поступил на естественное отделение физико-математического факультета Санкт-Петербургского университета. В области микроскопической анатомии занимался изучением строения органов чувств. Участвовал в студенческих волнениях, за что дважды в 1899 и 1902 годах был исключён, находился под арестом, но полный курс после восстановления всё-таки окончил. В сентябре 1903 года поступил на медицинский факультет Новороссийского университета в Одессе, который окончил в 1908 году со степенью лекаря.

### Научная деятельность
После выпуска остался работать в университете сперва препаратором, а с 1910 года — помощником прозектора кафедры нормальной анатомии. С 1915 года — исполняющий обязанности прозектора по той же кафедре, с 1917 года — прозектор. Проводил научно-исследовательскую работу в направлении сосудистой анатомии. Одновременно трудился на Одесских высших женских медицинских курсах: с 1910 года прозектором кафедры нормальной анатомии и с января 1917 года преподавателем химико-фармацевтического отделения физико-математического факультета. Под руководством профессора Н. А. Батуева подготовил и защитил в мае 1917 года докторскую диссертацию на тему «К вопросу о венах основания черепа вместе с некоторыми ближайшими к ним сосудами». В сентябре 1917 года был избран приват-доцентом Новороссийского университета.
В 1920 году эмигрировал в Королевство сербов, хорватов и словенцев (КСХС). В 1920/1921 учебном году преподавал гигиену и физиологию человека в Первой русско-сербской гимназии в Белграде. В 1921—1923 годах был профессором нормальной анатомии медицинского факультета Белградского университета. Состоял членом Общества русских учёных в КСХС. Перевёл на сербский язык, дополнил и издал в 1923 году в Нови-Саде учебник своего учителя Н. А. Батуева «Анатомия человека». В 1923 году переехал в Болгарию. С 1923 по 1933 год возглавлял Анатомический институт Софийского университета. В период с 1926 по 1930 годы издал первый в своём роде учебник «Анатомия человека» (в 3-х частях) на болгарском языке. Одна из частей этого учебника, «Сердце и внутренние органы», переиздавалась в Софии в 1946 и 1948 годах. Этим учебным пособием было положено начало кодификации болгарской анатомической терминологии.
В 1932 году избран Русским Академическим союзом в Болгарии в состав учебного комитета при Комитете русских беженцев, который ведал назначением и увольнением персонала школ, утверждением их учебных программ, распределением часов и т. п. С 1934 года работал участковым врачом в с. Раждавица Кюстендилской области и занимался частной практикой в Софии. Член правления Союза русских врачей с 1938 года.
Умер 12 мая 1949 года в Софии от рака лёгких. Похоронен на Центральном софийском кладбище (участок № 93).

### Семья
Жена (с 1904 года) — Анна Севастьяновна Танатар (1885—?), дочь доктора химии, профессора Новороссийского университета С. М. Танатара, похоронена в Москве. Их дети:
- Сергей Ильич Шапшал, жил в Англии[6].
- Борис Ильич Шапшал, умер от дизентерии в восьмилетнем возрасте в 1917 году[6].
- Наталия Ильинична Шапшал (в замужестве Власова), окончила медицинский факультет в Софии, акушер-гинеколог. В 1955 году вместе с матерью, мужем и дочерью переехала из Болгарии в Одессу, а потом в Москву, где заведовала отделением одной из клиник[3][6][11].

## Адреса в Софии
- в 1924 году — ул. Московская, 31;
- с 1926 года — ул. Типографская, 35;
- с 1928 года — ул. Ивана Асеня II, 22;
- с 1932 года — ул. Герлово, 13[17].

## Награды
- Орден Святого Станислава 3-й степени (1917)[18].

## Труды
- Случай врождённой симметричной олигодактилии всех четырёх конечностей // Русский врач. — СПб., 1909. — № 4—5.[19]
- К вопросу о венах основания черепа. — Одесса, 1917.
- Анатомия на човѣка. Часть първа :  [болг.]. — София, 1926. — 589 с. — (Университетска библиотека ; № 58).
- Анатомия на човѣка. Часть втора :  [болг.]. — София, 1927. — 646 с. — (Университетска библиотека ; № 66).
- Анатомия на човѣка. Часть трета :  [болг.]. — София, 1930. — 434 с. — (Университетска библиотека ; № 99).